# Mali Bošnjak
Pour les articles homonymes, voir Bošnjak (homonymie).
Mali Bošnjak (en serbe cyrillique : Мали Бошњак) est un village de Serbie situé dans la municipalité de Koceljeva, district de Mačva. Au recensement de 2011, il comptait 236 habitants.

## Démographie
| 1948 | 1953 | 1961 | 1971 | 1981 | 1991 | 2002 | 2011 |
| ---- | ---- | ---- | ---- | ---- | ---- | ---- | ---- |
| 555  | 576  | 536  | 478  | 401  | 368  | 300  | 236  |

|  |